# Ozren (montagne de Bosnie-Herzégovine)
Pour les articles homonymes, voir Ozren.
Le mont Ozren est un sommet du nord de la Bosnie-Herzégovine, situé en partie dans la république serbe de Bosnie et en partie dans la fédération de Bosnie-et-Herzégovine. Il s'élève à une altitude de 883 m.
Le mont Ozren culmine intégralement sur la municipalité de Petrovo mais ses piémonts couvrent également une partie du territoire de Doboj, Gračanica, Lukavac, Banovići, Zavidovići et Maglaj.
La montagne est riche en ressources naturelles. Elle abrite de nombreuses sources, dont des sources chaudes, ainsi que des minerais et des ressources minérales.